# سارا رکتور
سارا رکتور (به انگلیسی: Sarah Rector) که با نام‌های سارا رکتور کمپبل و سارا کمپبل کرافورد نیز شناخته می‌شود، (زاده ۳ مارس ۱۹۰۲ – درگذشته ۲۲ ژوئیه ۱۹۶۷) یک نجیب‌زاده آمریکایی از دوران کودکی بود. بر اساس معاهده ۱۸۶۶، به دلیل حق تولد به عنوان یک نوه سیاه‌پوست سرخپوستان کریک که قبل از جنگ داخلی آمریکا متولد شده بود، زمینی را به ارث برد که به‌طور شگفت‌انگیزی سرشار از نفت شد و روزانه بیش از ۳۰۰ دلار آمریکا (معادل ۹٫۸۰۰ دلار در سال ۲۰۲۳) استخراج می‌کرد، بنابراین او به عنوان «ثروتمندترین دختر رنگین پوست در جهان» داده شد.

## درگذشت
او در ۲۲ ژوئیه ۱۹۶۷ در سن ۶۵ سالگی درگذشت. او در قبرستان بلک جک در زادگاه کودکی خود در تفت به خاک سپرده شد.

## اقتباس سینمایی
مبارزه سارا رکتور برای ثروت نفتی‌اش در فیلم نفت سارا اقتباس شد که در اواسط سال ۲۰۲۴ در اوکمالگی (اکلاهما) فیلمبرداری شد.